# 三淵晴恒
三淵 晴恒（みつぶち はるつね）は、戦国時代の武将。室町幕府幕臣。

## 経歴・人物
和泉国和泉郡松崎館主。ほか山城大法寺館を領した。